# ヌツ・モヘレ
ヌツ・モヘレ（ソト語: Ntsu Mokhehle、1918年12月26日 - 1999年1月6日）は、レソトの政治家。
首相（第5・6代）、レソト民主会議議長（初代）を歴任した。

## 経歴
ベレア県テヤテヤネング出身。フォートヘア大学卒業後、教員を務める。その後、1952年バソト国民会議派を結成し、独立運動に参画する。1966年の独立以降、バソト会議党に名称を変え政権の主要メンバーとして活動する。1970年にクーデターで失脚し、1970年から1972年までは投獄され、1972年から1988年までは国外追放されていた。
1997年、首相在任時に党内の内紛から離党し新党・レソト民主会議を結成し議長に就任。全閣僚が移籍した。しかし病気のため、1998年5月に副首相のパカリタ・モシシリを後継者として引退。南アフリカ共和国のブルームフォンテーンで療養中に死去。
| 公職                                       | 公職                                 | 公職                               |
| ------------------------------------------ | ------------------------------------ | ---------------------------------- |
| 先代 ハエ・フーフォロ （暫定首相）         | レソト王国首相 第3代：1994 - 1998    | 次代 パカリタ・モシシリ            |
| 先代 エリアス・ラマエマ （軍事評議会議長） | レソト王国首相 第2代：1993 - 1994    | 次代 ハエ・フーフォロ （暫定首相） |
| 党職                                       |                                      |                                    |
| 先代 （結党）                              | レソト民主会議議長 初代：1997 - 1998 | 次代 パカリタ・モシシリ            |
| 先代 （結党）                              | バソト会議党議長 初代: 1952 - 1997   | 次代 ツェリソ・マクハクヘ          |